# Tina Majorino

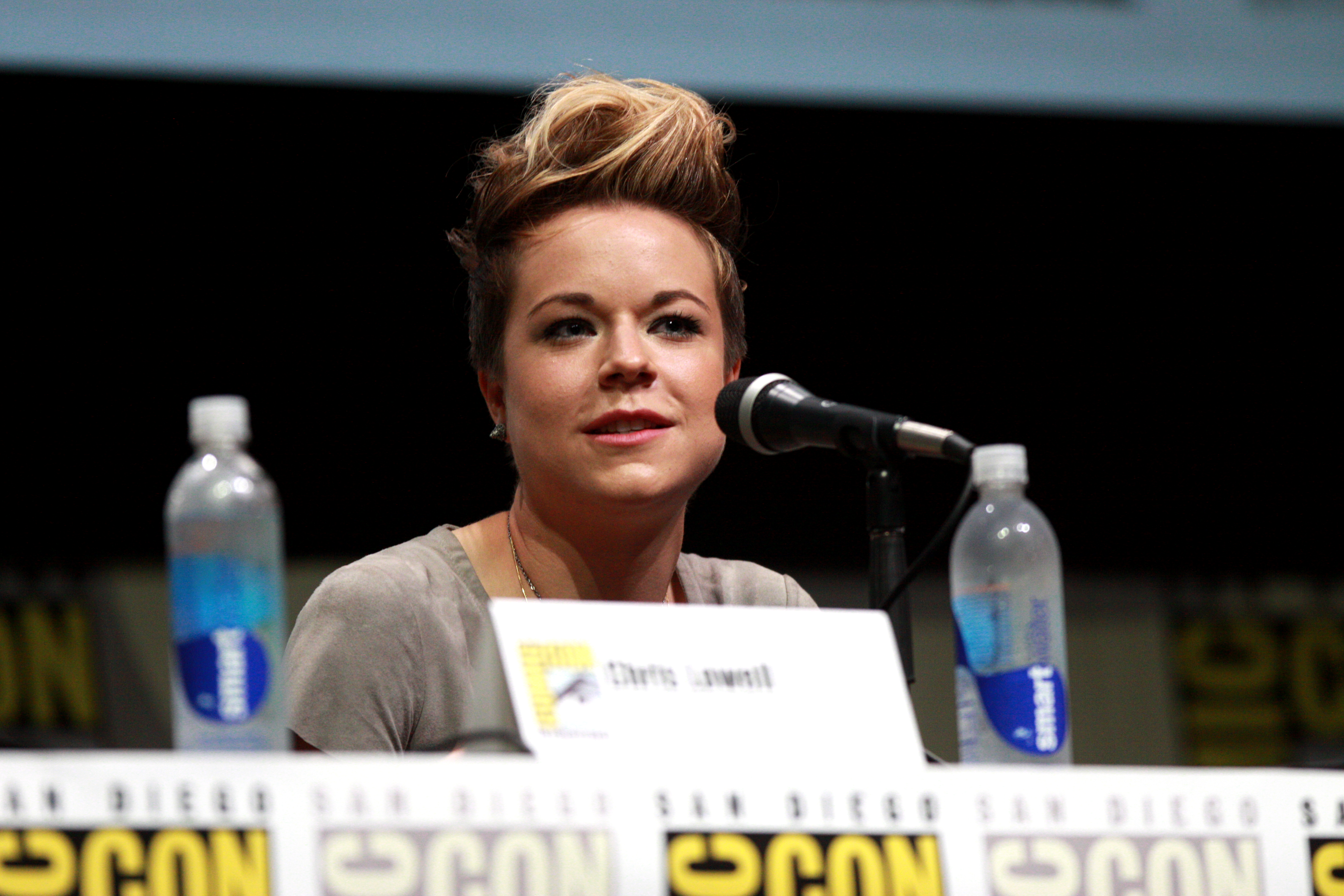
Tina Majorino bei der Comic-Con 2013

Albertina „Tina“ Marie Majorino (* 7. Februar 1985 in Westlake Village, Kalifornien) ist eine US-amerikanische Schauspielerin.

## Leben
Als Neunjährige hatte sie ihren ersten Kinoauftritt in When a Man Loves a Woman – Eine fast perfekte Liebe und drehte danach in rascher Folge einige Kinofilme, deren Höhepunkt Waterworld an der Seite von Kevin Costner war. Danach war sie nur noch sporadisch fürs Fernsehen tätig, ab 1999 zunächst gar nicht mehr. Nach einem Serienauftritt in Without a Trace – Spurlos verschwunden und einer wichtigen Nebenrolle in Napoleon Dynamite dreht sie wieder regelmäßig und spielte als wiederkehrende Figur Cindy „Mac“ MacKenzie in Veronica Mars sowie die Rolle der Heather Tuttle in der Erfolgsserie Big Love über eine Mormonenfamilie. In der neunten und zu Anfang der zehnten Staffel der Serie Grey’s Anatomy übernahm Majorino die Rolle der Assistenzärztin Heather Brooks.
Majorino ist Mitglied der Musikband The AM Project.

## Filmografie (Auswahl)
- 1992: Camp Wilder
- 1994: André (Andre)
- 1994: When a Man Loves a Woman – Eine fast perfekte Liebe (When a Man Loves a Woman)
- 1994: Corrina, Corrina
- 1995: Waterworld
- 1996: Ein Engel in New York (Un Angelo a New York)
- 1997: Santa Fe
- 1997: Wie ein Vogel ohne Flügel (Before Women Had Wings)
- 1997: Western Ladies – Ihr Leben ist die Hölle (True Women)
- 1997: Merry Christmas, George Bailey
- 1999: Alice im Wunderland (Alice in Wonderland)
- 2004: Napoleon Dynamite
- 2004–2007: Veronica Mars (Fernsehserie, 34 Episoden)
- 2006–2011: Big Love (Fernsehserie, 26 Episoden)
- 2011: Castle (Fernsehserie, Episode 3x18 Mörderische Seifenoper)
- 2011: Musikvideo: P!nk – Fucking Perfect
- 2011–2012: Bones – Die Knochenjägerin (Bones, Fernsehserie, 3 Episoden)
- 2012: True Blood (Fernsehserie, 6 Episoden)
- 2012–2013: Grey’s Anatomy (Fernsehserie, 21 Episoden)
- 2014: Veronica Mars
- 2014: Legends (Fernsehserie)
- 2017–2018: Scorpion (Fernsehserie)
- 2021: The Good Doctor (Fernsehserie, Episode 5x10)